# Штурм (німецький журнал)
«Штурм» (нім. Der Sturm) — німецький літературний журнал, який видавався в 1910—1932 роках письменником Гервартом Вальденом. Разом з «Die Aktion» журнал був одним з двох головних видань німецьких і австрійських експресіоністів.

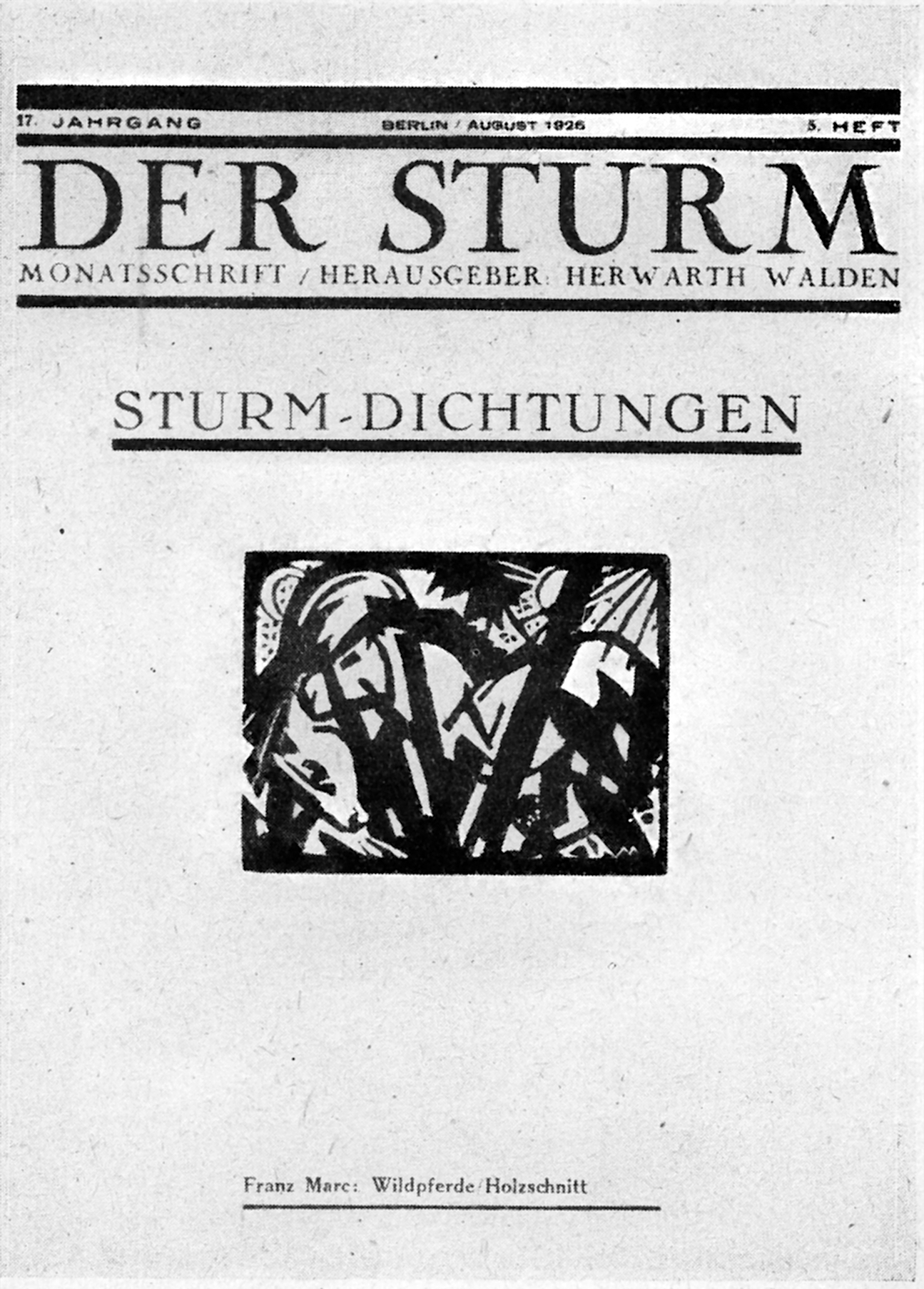

Журнал замислювався як видання на підтримку різноманітних авангардних напрямів мистецтва: кубізму, дадаїзму, футуризму і експресіонізму. До літературних співробітників журналу належали Ельза Ласкер-Шулер, Сельма Лагерлеф, Кнут Гамсун, Карл Краус, Генріх Манн і багато інших. Поступово навколо журналу склалося так зване «штурмівське коло» (Die Sturmkreis). У видавництві при журналі публікувалися п'єси, мистецтвознавчі статті та монографії, репродукції картин та естампи. Головна книжкова серія називалася «Sturm-Bücher». Поряд з книгами видавництво випускало поштові листівки з картинами молодих, маловідомих художників, багато з яких згодом стали знаменитостями: Василь Кандинський, Франц Марк, Оскар Кокошка та ін.